# 坦克里
坦克里（法語：Tincry，法語發音：[tɛ̃kʁi]）是法国摩泽尔省的一个市镇，属于萨尔堡-萨兰堡区。

## 地理
坦克里（48°54'11"N, 6°24'36"E）面积8.47 平方千米，位于法国大東部大區摩泽尔省，该省份为法国东北部内陆省份，是洛林的一部分，西南接默尔特-摩泽尔省，东临下莱茵省，北与卢森堡和德国接壤。
与坦克里接壤的市镇（或旧市镇、城区）包括：巴库尔、代尔姆、阿诺库尔、普雷沃库尔、蒂蒙维尔、维维耶、克索库尔。

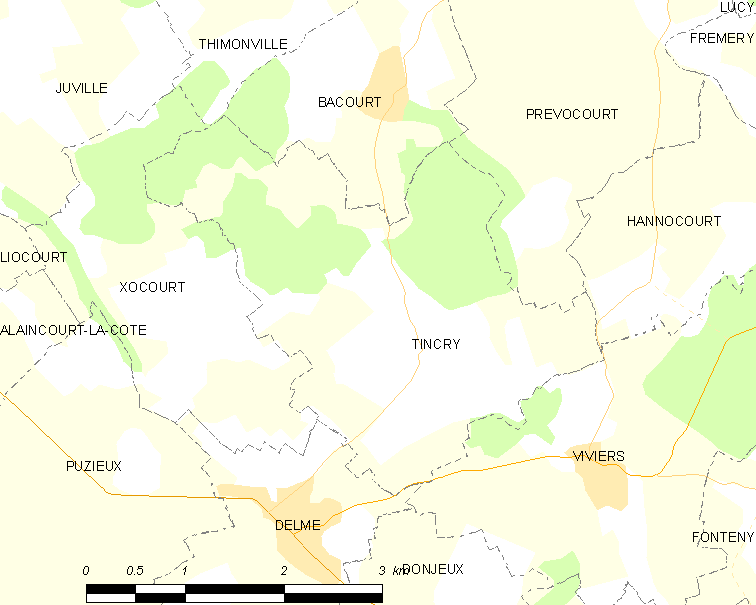
坦克里的OSM定位图

坦克里的时区为UTC+01:00、UTC+02:00（夏令时）。

## 行政
坦克里的邮政编码为57590，INSEE市镇编码为57674。

## 政治
坦克里所属的省级选区为索努瓦县。

## 人口

1962-2008年间坦克里人口变化图示

坦克里于2022年1月1日时的人口数量为173人。